# Amedeo Zani
Amedeo Zani ou Amadeu Zani (Rovigo, 1869 — Niterói, 1944) foi um escultor e professor ítalo-brasileiro. 

## Biografia
Iniciou seus estudos de formação artística na Itália. Antes de completar vinte anos de idade,
Zani transferiu-se para o Brasil em 1887, fixando-se inicialmente na cidade de São Paulo. Logo transferiu-se para o Rio de Janeiro onde foi discípulo de Rodolfo Bernardelli. Passado algum tempo, retornou à capital paulista onde trabalhou no escritório do arquiteto Tommaso Gaudenzio Bezzi, incumbido da construção do edifício que a partir de 1895 abrigaria o Museu do Ipiranga.
Em seguida parte para a Europa, onde freqüenta a Académie Colarossi, em Paris - escola de arte fundada pelo escultor italiano Filippo Colarossi, como alternativa à conservadora École des beaux-arts. Freqüenta também a Accademia Rafaello Sanzio, em Urbino, Itália. 

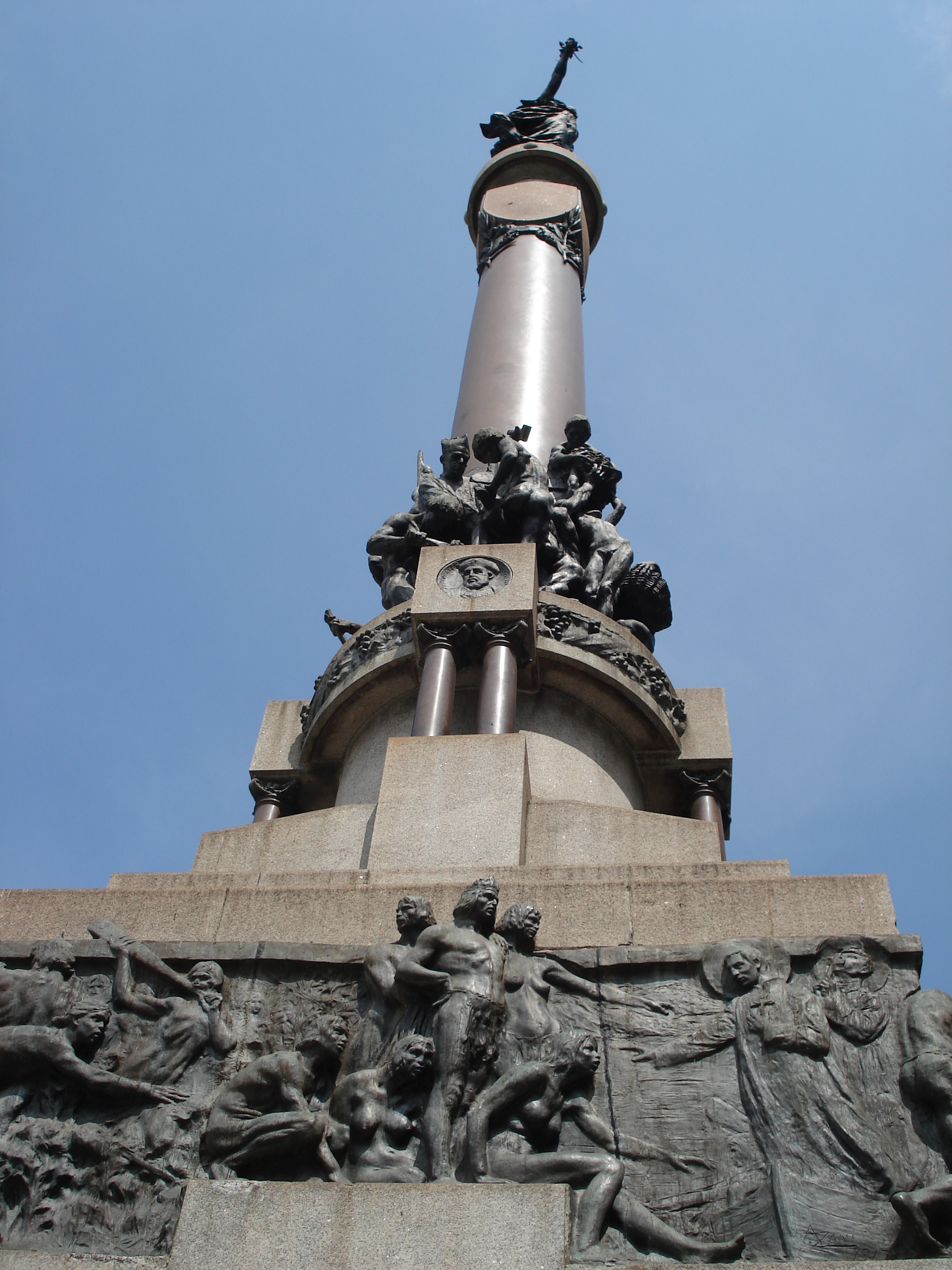
Glória Imortal aos Fundadores de São Paulo
no Pátio do Colégio, São Paulo.
Foto de Pedro Angelini.

Aos 27 anos, o escultor volta a São Paulo para exercer o magistério no Liceu de Artes e Ofícios, a chamado do engenheiro-arquiteto Ramos de Azevedo que desde 1875 dirigia a instituição e ali empreendia uma grande reforma, visando criar  as bases da "futura Escola de Belas Artes de São Paulo" .
No Liceu dava-se ênfase ao ensino de desenho, pintura e escultura; organizavam-se exposições e foram instalados ateliês de artistas e uma pinacoteca. Ao lado de Zani, ali lecionavam o arquiteto Domiciano Rossi e os pintores Pedro Alexandrino, Túlio Mugnaini e Oscar Pereira da Silva, entre outros, que constituirão o grupo fundador da Academia de Belas-Artes de São Paulo.
Em 1934, Amedeo Zani obtém medalha de ouro no I Salão Paulista de Belas-Artes.

## Obras
Dentre suas obras destacam-se os monumentos "Glória Imortal aos Fundadores de São Paulo", de 1913, instalado no Pátio do Colégio, em São Paulo, em 11 de junho de 1925. Com 25,85 metros de altura, o monumento apresenta uma figura feminina, que simboliza a cidade, tendo nas suas mãos um ramo de louros, uma foice e uma tocha, representando a glória, o trabalho e o fogo simbólico da religião e da cultura. A parte central é decorada por pequenos grupos de figuras ocupadas em preparar o solo, fundar alicerces e carregar materiais. São também retratadas cenas do início da colonização: a primeira missa, a catequese, a defesa da vila pelo índio Tibiriçá e a Guerra dos Tamoios. As peças do monumento foram executadas em Roma e aqui ajustadas sob a direção de Zani.
A escultura "Verdi", realizada em 1916, está instalada no Vale do Anhangabaú, também na capital paulista. Com 5,23m de altura, era a favorita do artista.
O "Monumento das Monções" foi construído por Zani em 1920, na Cidade de Porto Feliz, no Vale do Médio Tietê, Estado de São Paulo. Está instalado no Parque das Monções, uma área verde formada em torno do antigo Porto de Araritaguaba, de onde partiam as monções - expedições fluviais organizadas por sertanistas que, navegando pelo Rio Tietê, buscavam atingir a região de Cuiabá, Mato Grosso, em busca de minas de ouro, no século XVIII.
Zani também trabalhou em ornatos "art-nouveau" e em arte tumular,
, com destaque para os túmulos do escritor Eduardo Prado, realizado em 1901, e o do Conde Alexandre Siciliano, de 1927 - uma portentosa capela em estilo assírio-babilônico. Ambos estão no  Cemitério da Consolação, em São Paulo.